# Jan Verhoeven (architect)

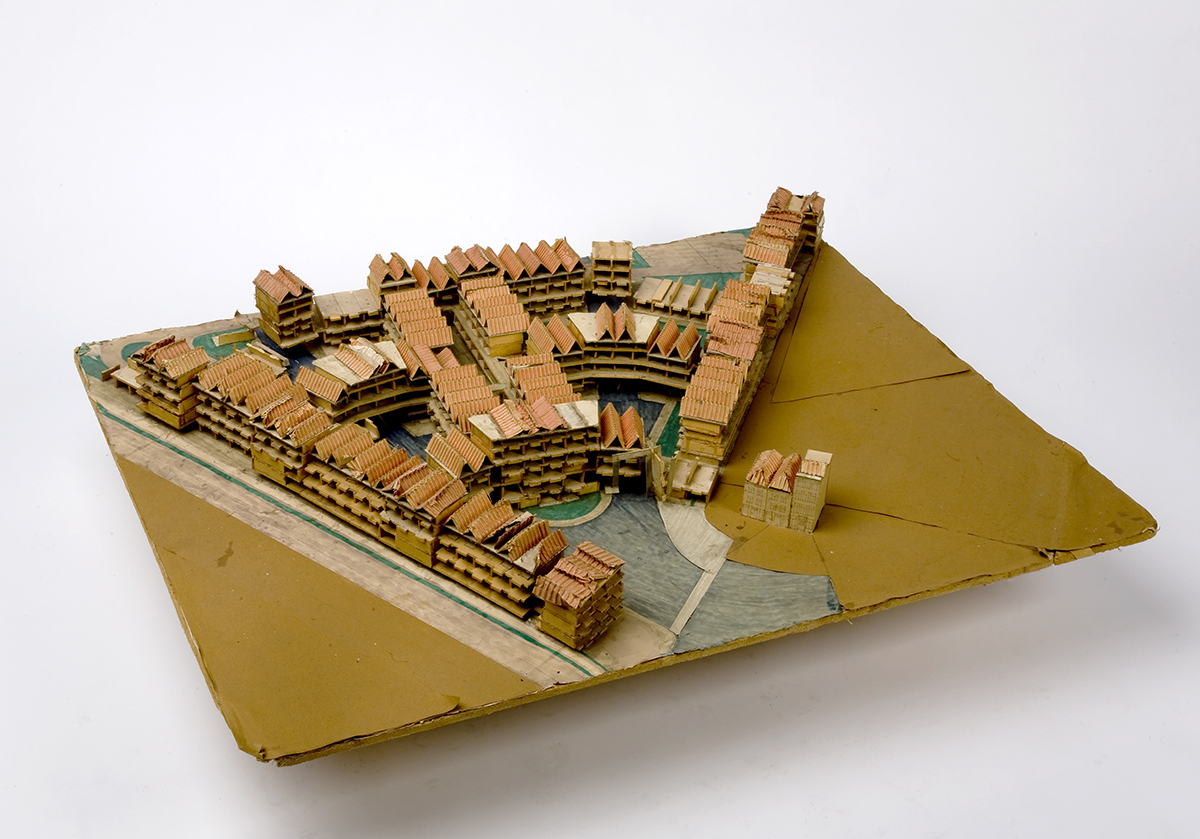
Maquette van de woonwijk Hofdijk in Rotterdam, ontworpen door Verhoeven

Jan Verhoeven (Amersfoort, 25 mei 1926 - Hoevelaken, 26 juni 1994) was een Nederlands architect die wordt gerekend tot de stroming van het structuralisme.
Verhoeven maakte deel uit van een groep architecten, die zich afzetten tegen het modernisme en het nieuwe bouwen en die streefden naar een terugkeer van de menselijke maat in de architectuur.
Verhoeven studeerde tussen 1956 en 1961 aan de Academie van Bouwkunst Amsterdam, waar hij les kreeg van onder andere Aldo van Eyck. Samen met Piet Blom, Herman Hertzberger en Joop van Stigt wordt Verhoeven gezien als de voortrekkers van het structuralisme. Over die stroming zei Verhoeven zelf: ‘Daar heb ik geen flikker mee te maken.’
Verhoevens oeuvre bestaat uit ruim 160 projecten in Nederland, met name woningbouwprojecten en scholen. Tot zijn bekendste werken behoren LTS-school De Koppel in Amersfoort (1969-1971), zijn eigen woning met atelier aan Park Weldam in Hoevelaken (1964-1971), de woningbouw aan de Kijftenbeltlaan in Hoevelaken (1966-1972), de Rijksbrandweeracademie in Schaarsbergen (1975-1979), het woningbouwproject Hofdijk in Rotterdam (1977-1979) en de woonbuurt Zwaluw in Nieuwegein (1976-1980).
De gebouwen van Verhoeven kenmerken zich door een spiegeling van gelijkvormige delen. ‘Individuele delen’ liggen rond een ‘gezamenlijke ontmoetingsplek’: de afzonderlijke huizen liggen gespiegeld aan een meerhoekig plein, de individuele (slaap)kamers liggen rond de woonkamer. Het materiaalgebruik van Verhoeven is overwegend traditioneel met baksteen, houten balken, dakpannen en houtwolcementplaten.
In 1968 was Verhoeven een van de medeoprichters van de Werkgroep Stichting Nieuwe Woonvormen. De stichting verzette zich onder meer tegen de monotonie van de stedenbouw.
- Biografisch Portaal: 65648358
- Gemeinsame Normdatei: 1023724723
- International Standard Name Identifier: 0000 0000 6893 2040
- Library of Congress Control Number: no2012097752
- RKD-Nederlands Instituut voor Kunstgeschiedenis: 94751
- Système universitaire de documentation: 163573557
- Union List of Artist Names: 500014626
- Virtual International Authority File: 95770699